# Theobald Rehbaum
Theobald Rehbaum (* 7. August 1835 Berlin; † 2. März 1918 ebenda) war ein deutscher Violinist, Librettist und Komponist. 

## Leben
Rehbaum wuchs in Berlin auf und sang als Knabe im Königlichen Domchor. 
Er studierte Violine und Komposition bei Friedrich Kiel und Komposition bei Hubertus Rios.
Rehbaum komponierte verschiedene Opern und Chorwerke, war jedoch als Librettist ungleich erfolgreicher und schrieb mehrere Textvorlagen für Bernhard Scholz. 
Überdies verfasste er eine Bratschenschule zum Selbstunterricht für Violinisten und eine Autobiografie mit dem Titel Erlebtes und Erstrebtes.

## Werke

### Opern
- Don Pablo (Dresden, 1880)
- Das steinerne Herz (Magdeburg, 1885)
- Turandot (Berlin, 1888)
- Oberst Lumpus (Wiesbaden, 1892)
- Die Eingeschriebenen
- Der Goldschmied von París
- Morgiane (München, 1870); Libretto, Musik Bernhard Scholz

### Orchesterwerke
- Der Muse Sendung, für Soprano und Orchester

## Bibliografie
- Enciclopèdia Espasa volum núm. 50, pàg. 318 (ISBN 84-239-4550-2)